# Batalha de Ngasaunggyan
A Batalha de Ngasaunggyan foi um conflito de suma importância histórica, travado em 1277 entre a dinastia Iuã de Cublai Cã do Império Mongol e regiões vizinhas a sul, e o Império Pagan (na actual Mianmar), liderado por Naratiapate. A batalha teve início com a invasão de Naratiapate a Iunã, uma província da dinastia Iuã do Império Mongol. A defensiva mongol derrotou as forças Pagan.
Nesse período era veemente a hostilidade entre os dois impérios: quando Cublai Cã enviou emissários para as potências regionais da Ásia Oriental para exigir o tributo, Naratiapate repeliu os representantes do cã na primeira visita, em 1271, os quais foram assassinados por bandidos em 1273. A demora de Cublai Cã em responder ao insulto, permitiu que Naratiapate ficasse confiante de que os mongóis não iriam ripostar. Em seguida, o estado de Caungai é invadido pelas forças birmanesas, cujo chefe havia recentemente prometido lealdade a Cublai. Depressa, tropas imperiais foram obrigadas a defender a área, e, embora em número inferior, foram capazes de derrotar tranquilamente as forças Pagan e pressionar o território Pagan de Bhamo. A princípio, a presença de elefantes de guerra  trouxe o terror às tropas mongóis a cavalo fazendo-as recuar, entretanto o general mongol Cudu (Cutuque) ordenaria que os seus homens infligissem um banho de flechas no ataque aos elefantes. Feridos, estes acabaram por fugir, destruindo tudo o que estava no seu caminho. Por fim, as tropas mongóis abandonaram a ofensiva e regressaram a Iunã, com o seu general ferido.
A Batalha de Ngassaunggyan foi o primeiro dos três confrontos determinantes entre os dois impérios, sendo as outras a Batalha de Bhamo em 1283, e a Batalha de Pagan em 1287. Em finais destes conflitos, os mongóis acabaram por conquistar todo o império Pagan e nele estabeleceram um estado fantoche.
No final de 1277, o filho do governante de Iunã, Naceradim, atacou novamente Bhamo na tentativa de estabelecer um sistema postal que já teria abrangido o Império Mongol após derrotar os inimigos. Contudo, o calor letal fê-lo deixar a Birmânia. Ele regressaria em 1279 a Dadu com 12 elefantes que os ofereceu a Cublai Cã.
A batalha foi mais tarde relatada à Europa através de Marco Polo, que descreveu o confronto a partir dos seus relatos por ele mesmo vividos. Presume-se que sua descrição fora reforçada pelo que ele ouvira enquanto visitava a corte de Cublai Cã.